# HMS Edgar (1890)
HMS Edgar byl první a vůdčí křižník třídy Edgar. Byl postaven v Devonportu a spuštěn na vodu 24. listopadu 1890. Sloužil v první světové válce v bitvě o Gallipoli spolu se svými sestrami Endymion, Grafton a Theseus. Byl poškozen 4. dubna 1918 ponorkou rakousko-uherského námořnictva U 29 poblíž Itálie. 9. května 1921 byl prodán do šrotu.